# شالقار (روستا)
شالقار (به قزاقی: Shalkar) یک منطقهٔ مسکونی در قزاقستان است که در شهرستان بخار-ژیراو واقع شده‌است. شالقار ۱۹۷ نفر جمعیت دارد.